# Kolmar von Debschitz
Johann Otto Karl Kolmar von Debschitz (9 tháng 12 năm 1809 tại Senditz – 27 tháng 11 năm 1878 tại Görlitz) là một Trung tướng quân đội Phổ và là Hiệp sĩ Danh dự của Huân chương Thánh Johann. Ông đã từng tham chiến trong ba cuộc chiến tranh thống nhất nước Đức kể từ năm 1864 cho đến năm 1871.

## Gia đình

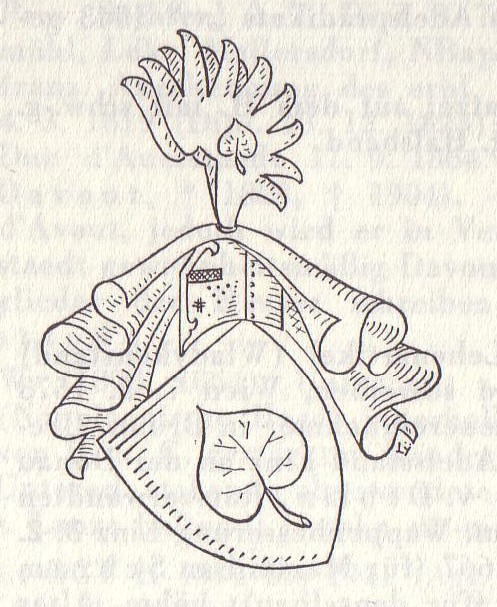
Gia huy của gia đình von Debschitz

Debschitz sinh vào tháng 12 năm 1809, trong gia đình quý tộc lâu đời von Debschitz tại Oberlausitz, và là con trai của địa chủ Ernst von Debschitz (1779 – 1815), chủ điền trang (Gutsherr) Senditz, với bà Albertine von Prittwitz und Gaffron (1778 – 1837).
Vào ngày 11 tháng 12 năm 1862, tại điền trang Berneuchen (quận Landsberg trên sông Warthe, tỉnh Brandenburg), ông thành hôn với Pauline von dem Borne (18 tháng 4 năm 1830 tại điền trang Berneuchen – 2 tháng 3 năm 1912 tại Göllschau thuộc Haynau, quận Goldberg, Hạ Schlesien), con gái của ông địa chủ Gustav von dem Borne, điền chủ điền trang Berneuchen, với bà Pauline von der Osten.
Con trai của ông là họa sĩ Wilhelm von Debschitz (1871 – 1948).

## Sự nghiệp quân sự
Vào ngày 1 tháng 5 năm 1822, ông nhập học trường thiếu sinh quân tại Kulm và vào ngày 5 tháng 4 năm 1824, ông dời sang trường Thiếu sinh quân ở kinh đô Berlin. Sau khi được phong cấp Chuẩn úy vào ngày 30 tháng 3 năm 1827, ông được đưa vào Đội thiếu sinh quân của Trung đoàn Bộ binh số 8 (Trung đoàn Hộ vệ - Leibregiment). Vào ngày 12 tháng 2 năm 1859, ông trở thành Thiếu úy dư thừa (überzähliger Sekondeleutnant). 
Kể từ ngày 1 tháng 10 năm 1833 cho đến ngày 31 tháng 12 năm 1835, ông được cử vào tham dự Học viện Quân sự Phổ, sau đó ông trở thành giảng viên Trường Sư đoàn của Sư đoàn số 5 ừ ngày 1 tháng 10 năm 1838 tới ngày 30 tháng 9 năm 1840.
Từ tháng 8 năm 1840 đến tháng 8 năm 1841, ông giữ chức vụ sĩ quan phụ tá của Tiểu đoàn I, sau đó ông được thăng chức sĩ quan phụ tá của Lữ đoàn Bộ binh số 6 từ ngày 14 tháng 8 năm 1841 đến tháng 10 năm 1848. Trong thời gian ông đảm nhiệm chức vụ này, ông được thăng quân hàm Trung úy vào ngày 18 tháng 11 năm 1845.
3 năm sau, ông được lên cấp hàm Đại úy vào ngày 24 tháng 10 năm 1848, và được bổ nhiệm chức Đại đội trưởng. Tiếp theo đó, vào ngày 7 tháng 9 năm 1856, Debschitz được thăng cấp Thiếu tá trong Trung đoàn 20 Bộ binh số 26 (20)
Vào ngày 18 tháng 10 năm 1861, ông được phong hàm Thượng tá và vào ngày 29 tháng 1 năm 1863, ông được đổi làm Trung đoàn trưởng của Trung đoàn Phóng lựu số 12 (số 2 Brandenburg), còn gọi là Trung đoàn Vương tử Carl của Phổ, đóng quân ở Posen. Không lâu sau, Debschitz được lên quân hàm Đại tá vào ngày 17 tháng 3 năm 1863.
Trong cuộc Chiến tranh Đức-Đan Mạch năm 1864, Debschitz tham gia cuộc đột chiếm pháo đài Dybbøl vào ngày 18 tháng 4. Một số viên đạn chì đã được giữ lại làm kỷ niệm trong gia đình ông.
Trong cuộc Chiến tranh Bảy tuần (1866), Debschitz tham gia chiến đấu cùng với trung đoàn của mình trong trận Gitschin vào ngày 29 tháng 6 và trận Königgrätz vào ngày 3 tháng 7 năm 1866.
Sau đó, ông được thăng cấp hàm Thiếu tướng, và được phong chức à la suite của trung đoàn mình đồng thời được lãnh nhiệm chức Lữ đoàn trưởng Lữ đoàn Bộ binh số 4. Hai năm sau, ông được xuất ngũ (zur Disposition) với một khoản lương hưu vào ngày 9 tháng 1 năm 1868.
Tuy nhiên, khi cuộc Chiến tranh Pháp-Đức bùng nổ vào tháng 7 năm 1870, Debschitz được triệu hồi về quân đội Phổ và lãnh chức Phó Tư lệnh của Lữ đoàn Bộ binh số 9 vào ngày 18 tháng 7 năm 1870. Sau đó, vào ngày 12 tháng 9 năm 1870, ông được đổi vào làm việc trong Cục Thanh tra hai quân đoàn Trừ bị ở Berlin và Glogau. Vào ngày 26 tháng 10 năm 1870, ông được giao chỉ huy một Phân đội Dân binh, và dẫn dắt phân đội này tham gia các hoạt động quân sự trong cuộc chiến, mà cụ thể là trong cuộc vây hãm Belfort.
Sau khi các phân đội Dân binh được giải tán vào ngày 25 tháng 3 năm 1871, Debschitz cũng giải ngũ với cấp bậc Trung tướng. Ông rút về sống tại Görlitz, nơi ông đã định cư từ năm 1869.
Debschitz là thành viên "Hiệp hội Khoa học" (Gesellschaft für Wissenschaft) ở Görlitz và là Hiệp sĩ Danh dự của Huân chương Thánh Johann tại địa hạt (Ballei) Brandenburg. Ông đã từ trần vào tháng 11 năm 1878.

## Tặng thưởng
- Huân chương Đại bàng Đỏ hạng III kèm theo chiếc vòng vào ngày 22 tháng 2 năm 1864
- Huân chương Quân công vào ngày 20 tháng 9 năm 1866
- Huân chương Vương miện Phổ hạng II vào ngày 9 tháng 1 năm 1868
- Huân chương Thập tự Sắt hạng II (1870)
- Huân chương Thập tự Sắt hạng I vào ngày 24 tháng 3 năm 1871